# Petre Dănică
Petre Dănică (* 28. Juni 1927 in Giurgiu; † 2001 in Bukarest) war ein rumänischer Politiker und Funktionär der Rumänischen Kommunistischen Partei (PCR), der unter anderem von 1969 bis 1989 Mitglied der Großen Nationalversammlung, von 1975 bis 1979 stellvertretender Minister für Binnenhandel sowie zwischen 1979 und 1982 Kandidat des Politischen Exekutivkomitees des Zentralkomitees (ZK) der PCR war.

## Leben
Petre Dănică arbeitete zunächst zwischen 1941 und 1942 als Tagelöhner auf Baustellen in Giurgiu und absolvierte im Anschluss von 1942 bis 1946 eine Berufsausbildung an der dortigen Berufsschule. Während dieser Zeit wurde er 1944 sowohl Mitglied der Patriotenunion UP (Uniunea Patrioților) und der Gewerkschaft. Ferner wurde er 1945 Mitglied der Union der jungen Kommunisten UTC  (Uniunea Tineretului Comunist), des Jugendverbandes der Kommunistischen Partei, sowie im Januar 1946 Mitglied der damaligen Kommunistischen Partei Rumäniens PCdR (Partidul Comunist din România). Nach Abschluss der Berufsausbildung war er von 1946 bis Februar 1947 als Kesselschmied auf der Werft von Giurgiu tätig und dort zwischen Januar 1946 und Februar 1947 Sekretär der UTC-Organisation sowie Mitglied des Parteikomitees der Werft. Er absolvierte im Anschluss zwischen Februar und März 1947 einen einmonatigen Parteilehrgang und war daraufhin von März bis April 1947 Organisationsleiter des UTC-Komitees sowie von April 1947 bis 1948 Verantwortlicher für die Jugendabteilung und Mitglied des Büros des Parteikomitees im damaligen Kreis Vlașca, ehe er zwischen 1948 und Juli 1949 Sekretär des UTC-Komitees dieses Kreises war. Zugleich absolvierte er bis Juli 1949 einen dreimonatigen Parteilehrgang und war daraufhin Sekretär eines Unterausschusses zur Überprüfung von Parteimitgliedern sowie bis August 1950 Instrukteur des Parteikomitees des Kreises Vlașca. Daraufhin war er zwischen August 1950 und 1953 Instrukteur in der Abteilung für Parteidokumentation der Abteilung für Partei-, Gewerkschafts- und UTM-Führungsgremien des ZK der aus der PCdR hervorgegangenen Rumänischen Arbeiterpartei PMR (Partidul Muncitoresc Român) und von 1953 bis 1956 Absolvent der Parteihochschule „Ștefan Gheorghiu“, ehe er daraufhin von 1956 bis November 1958 noch einmal Instrukteur in der Abteilung für Parteidokumentation der Abteilung für Partei-, Gewerkschafts- und UTM-Führungsgremien des ZK der PMR war. Er fungierte zwischen November 1958 und dem 13. April 1965 als Gebietsinstrukteur im ZK der PMR und daraufhin vom 13. April 1965 bis zum 28. November 1966 als stellvertretender Leiter der Abteilung Parteiorganisation des ZK der PMR beziehungsweise der aus dieser hervorgegangenen Rumänischen Kommunistischen Partei PCR (Partidul Comunist Român).
Dănică war im Anschluss zwischen dem 28. November 1966 und  Februar 1968 Sekretär des Parteikomitees der damaligen Region Argeș und absolvierte zudem ein Teilzeitstudium  an der Fakultät für Allgemeine Wirtschaftswissenschaften der Akademie für Wirtschaftsstudien Bukarest, welches er 1967 abschloss. Im Februar 1968 wurde er Erster Sekretär des Parteikomitees des Kreises Vâlcea sowie Vorsitzender des Exekutivkomitees des Volksrates dieses Kreises und bekleidete diese beiden Funktionen bis zu seiner Ablösung durch Vasile Mușat im Oktober 1974. 1969 wurde er zudem Mitglied der Großen Nationalversammlung (Marea Adunare Națională), der er bis 1989 angehörte. Auf dem Zehnten Parteitag der PCR (6. bis 12. August 1969) wurde er erstmals Mitglied des ZK der PCR und gehörte diesem Gremium zwanzig Jahre lang bis zum 24. November 1989 an. Nachdem fungierte er zwischen 1974 und dem 27. November 1975 als Leiter der Kaderabteilung des ZK der PCR und bekleidete daraufhin vom 27. November 1975 bis zum 16. Juni 1979 den Posten als stellvertretender Minister für Binnenhandel, wobei er im November 1978 auch Mitglied der Nationalen Demografischen Kommission wurde. Des Weiteren war er zwischen dem 22. März 1975 und dem 1. April 1980 auch Mitglied der Verteidigungskommission der Großen Nationalversammlung.
Als Nachfolger von Mihai Telescu übernahm Petre Dănică am 13. Juni 1979 die Posten als Erster Sekretär des Parteikomitees des Kreises Timiș und Vorsitzender des Exekutivkomitees des Volksrats dieses Kreises und verblieb in diesen Funktionen bis 5. Oktober 1982. Er wurde auf dem Zwölften Parteitag der PCR (19. bis 23. November 1979) Kandidat des Politischen Exekutivkomitees des ZK der PCR und behielt diese Funktion bis zum 8. Oktober 1982. Am 18. Januar 1980 wurde er Mitglied des Nationalrates der Front für Demokratie und sozialistische Einheit FDUS (Frontul Democrației și Unității Socialiste), die als das größte permanente, revolutionäre, demokratische und repräsentative Gremium definiert wurde, das den organisatorischen Rahmen für die Vereinigung der politischen und sozialen Kräfte der Sozialistischen Republik Rumänien, aller Massen- und öffentlichen Organisationen unter der Führung der PCR bildete, sowie am 27. März 1980 auch Mitglied der Kommission für Partei- und Staatskaderfragen des ZK der PCR. Ferner fungierte er vom 1. April 1980 bis zum 1. April 1985 als Vizepräsident der Kommission für Bildung, Wissenschaft und Kultur der Großen Nationalversammlung. Nachdem er zwischen dem 5. Oktober 1982 und dem 29. April 1987 Vorsitzender des Nationalen Verbandes der Handwerkskooperationen UCECOM ((Uniunea Națională a Cooperației Meșteșugărești)) war, fungierte er vom 29. April 1987 bis zum Zusammenbruch des Kommunismus im Zuge der Rumänischen Revolution am 22. Dezember 1989 als stellvertretender Vorsitzender des Komitees für Angelegenheiten der Volksräte und war zudem seit dem 30. Oktober 1987 Mitglied des Exekutivbüros des Rates für Sozialistische Kultur und Bildung.
Für seine Verdienste wurde Dănică unter anderem 1957 mit dem Orden der Arbeit Dritter Klasse (Ordinul Muncii), 1962 mit dem Stern der Volksrepublik Rumänien Vierter Klasse (Ordinul „Steaua Republicii Populare Române“), 1964 mit dem Orden 23. August Vierter Klasse (Ordinul 23. August), 1996 mit dem Orden Tudor Vladimirescu Fünfter Klasse (Ordinul Tudor Vladimirescu), 1971 mit dem Orden der Arbeit Zweiter Klasse, 1974 mit dem Orden 23. August Zweiter Klasse sowie ebenfalls 1974 mit dem Titel Held der sozialistischen Arbeit (Erou al Muncii Socialiste) und der Goldmedaille „Hammer und Sichel“ (Medalia de aur „Secera și Ciocanul“) ausgezeichnet.